# Galeuchet
Galeuchet ist ein Familienname in der Schweiz. Die Träger des Namens waren ursprünglich nur in der Gemeinde Courtemaîche heimatberechtigt.

## Namensträger
- David Galeuchet (* 1971), Schweizer Politiker (Grüne)